# Navaja mariposa

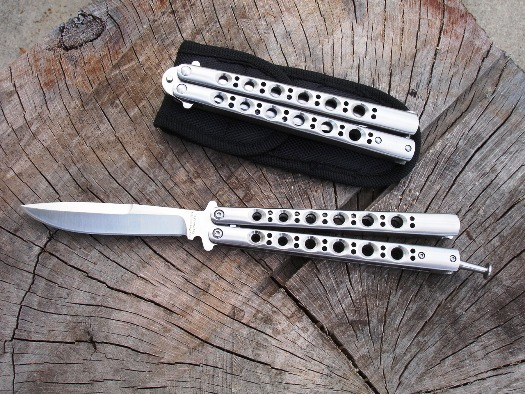
Navaja mariposa en posición abierta y cerrada.

El balisong, también conocido como cuchillo de abanico, navaja mariposa o cuchillo de Batangas, es un cuchillo de bolsillo plegable filipino. Su principal característica es que es un deporte donde se utilizan dos mangos que giran en direcciones opuestas alrededor de su guarda, de tal forma que al cerrarse, ocultan la hoja dentro de hendiduras. Un balisong con el retén en el mango "seguro", del lado contrario del filo, es llamado plegable de Manila.[cita requerida]
El balisong era usualmente empleado por los filipinos, especialmente en la región Tagalog del Sur, para autodefensa y como herramienta. Un estereotipo común es que un batangueño siempre porta un balisong a dondequiera que vaya. Los balisong también eran empleados como navajas de afeitar antes que estas estuviesen disponibles en las Filipinas. En manos de un usuario entrenado, la hoja del cuchillo puede desplegarse rápidamente con una sola mano. Las maniobras, llamadas "volteretas", se ejecutan como arte o para diversión. Están disponibles versiones con hojas sin filo de este cuchillo, para practicar maniobras sin riesgo de herirse.
Este cuchillo es ilegal o está restringindo en ciertos países, frecuentemente bajo las mismas leyes y por los mismos motivos que las navajas automáticas o armas de porte oculto son restringidas, mientras que en Filipinas ya no son tan comunes en áreas urbanas como solían serlo.[cita requerida]

## Etimología
Aunque el significado del término "balisong" no está del todo claro, una creencia popular es que está derivado de las palabras tagalo baling sungay (literalmente, "cuerno roto/plegable"), ya que originalmente sus mangos estaban hechos de cuerno tallado de carabao y ciervo. Balisong también es el nombre de un barangay en el municipio de Taál, provincia de Batangas, la cual se hizo famosa por manufacturar estos cuchillos. Se dice que el balisong tradicional es llamado "veinte y nueve", porque tiene una longitud de 29 cm cuando está abierto, mientras que otra historia cuenta que fue llamado así por un batangueño que se enfrentó a 29 atacantes armado con una de estas navajas.[cita requerida]
Estos cuchillos también son llamados "cuchillos de abanico" y "navajas mariposa" por el movimiento, así como "clic clack" por el sonido que producen al abrirse y cerrarse.

## Historia
El nombre tagalo balisong parece haber surgido después de la Segunda Guerra Mundial, cuando los artesanos del barangay Balisong empezaron a producir estos cuchillos para venderlos a los militares estadounidenses. Se cree que el balisong fue una adaptación de un cuchillo plegable francés llamado "Le Pied de Roi" (Pie de rey), un instrumento de medición estandarizado que a veces incluía una cuchilla y fue de uso oficial en Francia entre 1968 y 1999. El balisong pudo haber sido introducido en las Filipinas hacia el final de la ocupación española, cuando se adoptó el sistema métrico decimal, ya que también era llamado "veintinueve" porque tiene una longitud de 29 cm cuando está abierto.
En 1905, el artesano Perfecto de León manufacturó el primer balisong en la provincia de Batangas. Estos cuchillos se hicieron conocidos después de la Segunda Guerra Mundial, cuando los cuchilleros batangueños producían cuchillos a pedido para los pilotos y marineros estadounidenses de la Base aérea de Clark Field y la Base naval de Subic.
Los balisong fueron manufacturados en la provincia de Batangas por varias décadas. Según un artículo sobre la manufactura del balisong en el libro de Mark Wiley Arnis: Reflections on the History and Development of Filipino Martial Arts (2001), un artesano produjo estos cuchillos por más de 40 años.  
La empresa Balisong USA empezó a fabricar balisongs a fines de la década de 1970, después cambió su nombre a Pacific Cutlery a inicios de la década de 1980, para finalmente llamarse Benchmade. Los primeros cuchillos tenían una gran variedad de modelos de hoja hechos a pedido, muchos de los cuales eran afilados a mano por el maestro cuchillero Jody Samson, (conocido por haber hecho las espadas empleadas en la película Conan el Bárbaro de 1982), así como diversas incrustaciones exóticas para los mangos (marfil, marfil prehistórico, marfil grabado, madreperla, ébano, maderas tropicales, etc).
De 1981 a 1984, cientos de miles de balisongs fueron importados a Estados Unidos desde una variedad de países, principalmente las Filipinas, Japón, China y Corea. También se importaron algunos de Francia, Alemania y España. Los de mejor calidad eran principalmente hechos por los metalurgistas de Seki, Japón, quienes manufacturaron balisongs para Taylor (Plegable de Manila), Parker (Gypsy), Valor (Dragón Dorado), y Frost (una variedad de balisongs muy baratos). La Guttmann Cutlery de las Filipinas exportó un producto de alta calidad comercializado como el "Balisong Original", el cual tenía una variedad de materiales de calidad y hojas de acero con alto contenido de carbono.

## Construcción

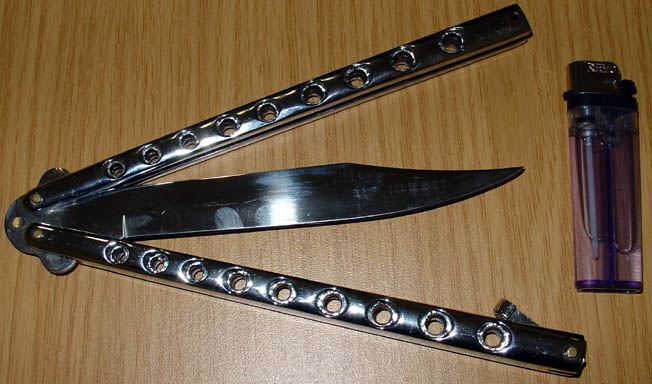
Navaja mariposa en posición semiabierta

Hay dos tipos principales de construcción de balisong: "construcción de sándwich" y "construcción de canal".
Los balisong construidos en sándwich se ensamblan en capas que generalmente se fijan o atornillan entre sí, aunque a veces pueden usar un sistema de rodamiento. Permiten que los ejes pivotantes se ajusten más apretadamente sin atascarse. Cuando el cuchillo está cerrado, la cuchilla descansa entre las capas.
Para un balisong construido en canal, la parte principal de cada mango se forma a partir de una pieza de material. En este mango, se crea una ranura (ya sea plegando, fresando o fundiéndose integralmente) en la que la hoja descansa cuando el cuchillo está cerrado. Este estilo se considera más resistente que la construcción en sándwich. 
En las Filipinas, algunas de las hojas de las navajas mariposa tradicionales fueron hechas de acero extraído de rieles de tren, dándoles una cantidad decente de durabilidad y dureza, mientras que otras están hechas de las ballestas recicladas de los vehículos.
Algunos balisongs, como el Benchmade 51, no usan ejes de guarda. En cambio, utiliza "ejes zen", que son dos pequeños ejes incrustados en los mangos del balisong, que hacen contacto con la parte inferior de la hoja. Un balisong con ejes zen evita el problema de la caída de los ejes de guarda (como en algunos modelos baratos)

## Partes
Mango de mordida 

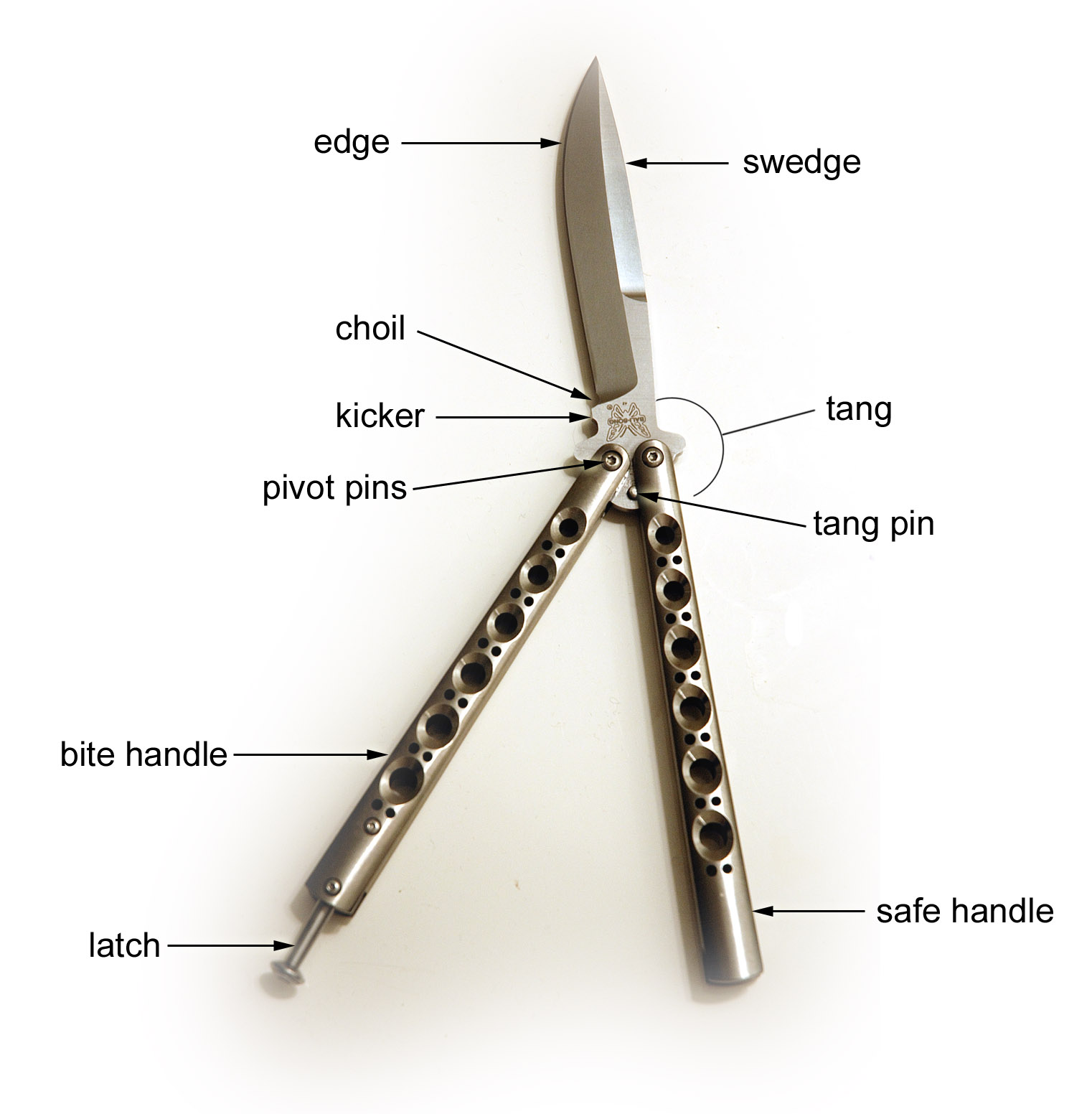
Las piezas de un Benchmade 42.

El mango que se cierra sobre el filo de la hoja, y cortará al usuario si está sosteniendo el mango cuando va a cerrarlo. Es el mango que generalmente tiene incorporado el retén. 
Choil
La parte no afilada de la cuchilla justo encima del impulsor, que hace que sea más fácil afilar la cuchilla.
Impulsor (o pateador) 
Área en la cuchilla que evita que el borde afilado toque el interior del mango y sufra daños. Esto a veces es suplantado por un eje de guarda adicional sobre las uniones de pivoteo. 
Retén 
El sistema de bloqueo estándar, que mantiene el cuchillo cerrado. Ocasionalmente se usan imanes en su lugar. También evita que se abra cuando el usuario no lo desea.
Retén, Batangas 
Un retén que está unido al mango del filo. 
Retén, Manila 
Un retén que está unido al mango seguro. 
Retén de resorte
Un retén que utiliza un resorte para impulsar a este cuando los mangos son apretados. 
Puerta del retén
Un bloque dentro del canal de los mangos para evitar que el retén impacte en la hoja. 
Unión de pivoteo
Un eje sobre el cual giran los conjuntos (Guarda / Hoja / Mangos). 
Mango seguro 
El mango (generalmente el mango sin el retén) que se cierra sobre el lomo de le hoja.
Lomo 
Parte sin filo de la hoja. Algunos balisong tienen afilada la sección delantera de este, o tienen doble filo con un aspecto más tradicional o con filos ondulados similares a una daga kris.
Guarda
La base de la cuchilla donde los mangos están unidos a los ejes de pivoteo. 
Eje de guarda
Eje destinado a mantener la hoja alejada del mango cuando está cerrada para evitar el embotamiento; y, en algunos casos, un tercer eje para evitar que las manijas se golpeen excesivamente mientras se manipula el cuchillo de mariposa. 
Ejes zen 
Tornillos montados dentro de los mangos, que colisionan con el impulsor montado en la guarda para evitar que la hoja se mueva mientras está en la posición abierta o cerrada. 
Hoja
La hoja es la pieza de acero que va por el centro del cuchillo y está asegurada por ambos mangos cuando está cerrado. Uno de sus lados es afilado y tiene una alta probabilidad de cortar al usuario, el otro lado tiene posibilidades de cortar al usuario, pero aún es importante que el usuario sea cuidadoso.

## Estatus legal
El balisong ha sido declarado ilegal en varios países.
- En las Filipinas, es ilegal portar un balisong en las calles de Manila sin identificación o un permiso adecuado debido a su amplio uso en crímenes y altercados. Una persona necesita demostrar la necesidad del cuchillo para ejercer un oficio y/o tener un fin utilitario (cortar hierba, cocinar, ser un vendedor de cuchillos o maestro de artes marciales, etc) a fin de poder caminar portando herramientas con hojas afiladas en las áreas urbanas. Otra regla es que la hoja de los cuchillos de bolsillo no debe exceder la longitud de la palma y que no pueda abrirse con una sola mano, para que sea considerado un cuchillo utilitario y no un arma blanca. Por lo tanto, las navajas suizas son legales.
- En Alemania, el balisong fue declarado ilegal cuando se endureció la Waffengesetz (Ley de armas, en alemán) en abril de 2003, a consecuencia de la Masacre de Erfurt. Por lo tanto, es ilegal comprar, tener, prestar, utilizar, portar, fabricar e importar este cuchillo, con penas de hasta cinco años de prisión, confiscación del cuchillo y una multa de hasta €10.000. Cometer cualquier crimen con un balisong está penado con entre 1 a 10 años de prisión.
- En Australia, los balisong son generalmente clasificados como arma prohibida, lo cual requiere una excusa legítima especial para tener uno.[8]
- En Canadá, aunque no está expresamente mencionado como arma prohibida, el balisong es frecuentemente considerado por las cortes dentro de la categoría de cuchillo de gravedad o centrípeto, que están prohibidos, excepto si ha sido adquirido antes de su prohibición.
- En España, no existe mención específica de la navaja mariposa en su reglamento, así que por norma general la fabricación, importación, circulación, publicidad, compraventa, tenencia y uso de un balisong que no sea de doble filo y cuya hoja no exceda los 11 centímetros es legal. Si la hoja excede los 11 centímetros, la compraventa y tenencia es legal si el arma reside en el propio domicilio con fines de ornato y coleccionismo. Aquellas navajas mariposa con una hoja inferior a 11 centímetros podrán ser confiscadas fuera del domicilio particular si no se estima lícito su tenencia fuera de este.[9][10]
- En algunos estados de los Estados Unidos, es ilegal la tenencia o el porte de un balisong en público. En ciertas jurisdicciones, los balisong son categorizados como "cuchillo de gravedad", "navaja automática" o "daga".
  - En California, es ilegal la venta y el porte de navajas automáticas (categoría que incluye al balisong) con hojas de una longitud mayor a 50,8 mm (2 pulgadas), pero su tenencia y colección es legal.[11]
  - En Carolina del Norte, a los ciudadanos se les permite portar navajas de bolsillo la mayor parte del tiempo. El Estatuto S.14-269, que prohible el porte oculto de cualquier "cuchillo Bowie, dirk, daga", u "otra arma letal de este tipo", no se aplica a un "ordinario cuchillo de bolsillo portado en posición cerrada".[12]
  - En Dakota del Norte es legal la tenencia y porte visible de un balisong, sin embargo su porte oculto es ilegal, ya que es considerado como un arma letal.
  - En el Estado de Florida, la tenencia y porte de un balisong es legal.[13]
  - En Hawái, son ilegales la tenencia, manufactura, venta, transferencia o transporte de cualquier balisong/navaja mariposa.[14]
  - Las navajas mariposa estuvieron sometidas a restricciones legales en Kansas.[15] Sin embargo, desde julio de 2013, el Acta Comprehensiva de Derechos de Cuchillos desincriminó el porte de todos los tipos de armas blancas.[16]
  - En Illinois es legal la tenencia y porte de una navaja mariposa.[17] En Chicago, es ilegal el porte oculto de un cuchillo cuya hoja tenga una longitud mayor a 63,5 mm (2,5 pulgadas). Está prohibido el porte oculto de un cuchillo con doble filo. Las navajas automáticas y los cuchillos de gravedad están prohibidos.
  - En Indiana es legal la tenencia y el porte de una navaja mariposa, ya sea visible o oculto.[18]
  - En Kentucky es legal el porte de un balisong, ya sea visible o oculto, excepto en aquellos lugares donde está prohibido portar un arma letal oculta. La constitución del Estado de Kentucky y sus estatutos revisados prohíben a las ciudades y condados aplicar leyes y restricciones de armas.
  - En Maine es ilegal portar un balisong, principalmente debido al riesgo de herirse uno mismo.
  - En Massachusetts es legal el porte de un balisong, ya sea visible o oculto, mientras no "[presente] una amenaza objetiva de peligro a una persona con razonable sensibilidad". Las restricciones también se aplican dependiendo del área en donde la persona porta el  cuchillo (como dentro de una escuela pública).[19]
  - En Míchigan, el balisong es legal porque está clasificado como un "cuchillo plegable".
  - En Nueva Jersey, la ley NJSA 2C:39-1 sugiere que el balisong es ilegal, pero la cuestión sobre su legalidad o ilegalidad aún sigue abierta.
  - En el Estado de Nueva York se determinó que el balisong no es un cuchillo de gravedad, por lo tanto no está prohibido bajo la Ley Penal [véase: People v. Zuniga, 303 A.D.2d 773 (2nd Dept. 2003)[20]].
  - En Nuevo México es ilegal la tenencia de una navaja mariposa, porque según el estatuto que prohíbe la tenencia de navajas automáticas, la navaja mariposa es una "navaja automática".[21][22]
  - En Ohio es legal la tenencia y porte visible de un balisong, sin embargo su porte oculto es ilegal, ya que es considerado como un arma letal.
  - En Oklahoma es legal el porte visible de un balisong, sin embargo su porte oculto es ilegal.
  - En Oregon es ilegal el porte oculto de un balisong.[23]
  - En Texas, las navajas automáticas son legales desde el 1 de septiembre de 2013.[24]
  - En Utah es legal la tenencia y el porte de un balisong, mientras no se encuadre en la categoría "Persona Restringida" del Código del Estado de Utah §76-10-503.[25]
  - En Virginia es legal la tenencia y el porte de un balisong, ya sea visible o oculto, según la ley estatal.[26]
  - En el Estado de Washington, el balisong está clasificado como "navaja automática" y según la ley del estado, es ilegal su manufactura, venta, descarte y tenencia.[27]
- En Finlandia es legal la compra, venta y tenencia de un balisong, que es tratado como un cuchillo convencional y entra bajo la incidencia de la Ley de armas blancas. Su porte en áreas públicas solo está permitido si la persona que lo porta puede demostrar que es empleado como una herramienta.
- En Francia, la tenencia de un balisong es legal solo si su propietario es mayor de edad, pero su porte sin una autorización especial es ilegal.
- En Irlanda, las navajas mariposa son armas ofensivas ilegales.[28][29]
- En Italia, la tenencia de un balisong es legal solo si su hoja no es de doble filo, pero su porte sin motivo justificado es ilegal.
- En Lituania es legal la tenencia y porte de un balisong, así como de otras navajas, ya que no son consideradas armas blancas. La única excepción son las navajas automáticas.[30][31]
- En Noruega, el balisong es ilegal.[32]
- En Nueva Zelanda, el balisong es ilegal.
- En los Países Bajos el balisong es ilegal.
- En Polonia, los balisong, las navajas automáticas y los cuchillos de gravedad son tratados como cuchillos convencionales. No hay restricciones sobre su tenencia y porte.
- En el Reino Unido, el balisong está legalmente clasificado como arma ofensiva desde enero de 1989.[33] Aunque su tenencia es legal, su porte en un área pública es un delito según el Acta de Prevención del Crimen de 1953. Su venta, préstamo, donación o importación están prohibidos según el Acta de Justicia Criminal de 1988, enmendada por el Acta de Armas Ofensivas de 1996. Cualquier balisong importado puede ser confiscado y se iniciará el respectivo proceso legal. La excepción son los balisong con una antigüedad de más de 100 años, que son clasificados como antigüedades.
- En Rusia, los balisong solamente son legales si la longitud de su hoja no excede los 90 mm.
- En Suecia es ilegal portar, importar o comerciar un balisong; su tenencia y colección es legal.
- En Suiza es ilegal portar, donar, prestar, comprar o importar un balisong.

Los balisong de entrenamiento tienen una "hoja" especial sin filo y con punta roma, siendo legales en algunos países y jurisdicciones donde estos cuchillos son ilegales.